# Acido picolinico
L'acido picolinico è un derivato piridinico con una catena carbossilica in posizione 2. È un isomero dell'acido nicotinico, e un catabolita dell'amminoacido triptofano.

## Proprietà chelanti
L'acido picolinico agisce da agente chelante nel corpo umano per elementi come cromo, zinco, manganese, rame, ferro e molibdeno.
Si ritiene che formi un complesso con lo zinco che faciliti il passaggio di quest'ultimo attraverso le membrane biologiche consentendone il passaggio dal lume intestinale al torrente circolatorio.
Uno studio sui ratti ha dimostrato che l'acido picolinico introdotto con la dieta incrementa il turnover e l'escrezione di zinco.
Altri risultati suggeriscono un'interazione anche con altri metalli.